# Finale Europees kampioenschap voetbal 2000
De finale van het Europees kampioenschap voetbal 2000 werd gehouden op 2 juli 2000 in het De Kuip in Rotterdam. Toenmalig wereldkampioen Frankrijk, dat de trofee in 1984 al eens had gewonnen, nam het op tegen Italië, de winnaar uit 1968. Frankrijk versloeg Italië met 2-1. In de verlenging scoorde David Trezeguet het winnende doelpunt.

## Route naar de finale
|   | Land      | Wed | W | G | V  | DV | DT | DS  | Pnt |
| - | --------- | --- | - | - | -- | -- | -- | --- | --- |
| 1 | Frankrijk | 10  | 6 | 3 | 1  | 17 | 10 | +7  | 21  |
| 2 | Oekraïne  | 10  | 5 | 5 | 0  | 14 | 4  | +10 | 20  |
| 3 | Rusland   | 10  | 6 | 1 | 3  | 22 | 12 | +10 | 19  |
| 4 | IJsland   | 10  | 4 | 3 | 3  | 12 | 7  | +5  | 15  |
| 5 | Armenië   | 10  | 2 | 2 | 6  | 8  | 15 | −7  | 8   |
| 6 | Andorra   | 10  | 0 | 0 | 10 | 3  | 28 | −25 | 0   |

|   | Land        | Wed | W | G | V | DV | DT | DS | Pnt |
| - | ----------- | --- | - | - | - | -- | -- | -- | --- |
| 1 | Italië      | 8   | 4 | 3 | 1 | 13 | 5  | +8 | 15  |
| 2 | Denemarken  | 8   | 4 | 2 | 2 | 11 | 8  | +3 | 14  |
| 3 | Zwitserland | 8   | 4 | 2 | 2 | 9  | 5  | +4 | 14  |
| 4 | Wales       | 8   | 3 | 0 | 5 | 7  | 16 | −9 | 9   |
| 5 | Wit-Rusland | 8   | 0 | 3 | 5 | 4  | 10 | −6 | 3   |

| Land       | Wed | Win | Gel | Ver | DV | DT | +/− | Pnt |
| ---------- | --- | --- | --- | --- | -- | -- | --- | --- |
| Nederland  | 3   | 3   | 0   | 0   | 7  | 2  | +5  | 9   |
| Frankrijk  | 3   | 2   | 0   | 1   | 7  | 4  | +3  | 6   |
| Tsjechië   | 3   | 1   | 0   | 2   | 3  | 3  | 0   | 3   |
| Denemarken | 3   | 0   | 0   | 3   | 0  | 8  | –8  | 0   |

| Land    | Wed | Win | Gel | Ver | DV | DT | +/− | Pnt |
| ------- | --- | --- | --- | --- | -- | -- | --- | --- |
| Italië  | 3   | 3   | 0   | 0   | 6  | 2  | +4  | 9   |
| Turkije | 3   | 1   | 1   | 1   | 3  | 2  | +1  | 4   |
| België  | 3   | 1   | 0   | 2   | 2  | 5  | –3  | 3   |
| Zweden  | 3   | 0   | 1   | 2   | 2  | 4  | –2  | 1   |

## Wedstrijdverslag
In tegenstelling tot de eerdere vijf wedstrijden maakte Italië een aanvallende indruk, in de eerste vijf minuten werd het doel van Fabien Barthez voortdurend belaagd. In de 55e minuut speelde Francesco Totti met een subtiel hakje Gianluca Pessotto aan, uit zijn voorzet opende Marco Delvecchio namens Italië score. In de resterende tijd werd het doel van Francesco Toldo voortdurend belaagd, maar de bal wilde er niet in, de beste kansen waren voor Thierry Henry en David Trezeguet. In de tegenaanval was invaller Alessandro Del Piero tot twee keer toe ongelukkig in de afwerking. In de 94e minuut kwam de bal via de Italiaanse verdediger Fabio Cannavaro terecht bij invaller Sylvain Wiltord die in extremis de gelijkmaker voor Frankrijk scoorde: 1-1. In de extra tijd werd de wedstrijd beslist door de overige twee invallers: een solo van Robert Pirès werd afgerond door David Trezeguet: 2-1. Voor de twee achtereenvolgende keer werd de finale van het EK beslist door een "golden goal". Twee jaar na de wereldtitel veroverde Frankrijk nu ook de Europese titel.

### Wedstrijdgegevens
|                                      |                              |              |                |                                                                               |
| 2 juli 2000 «onderlinge duels» 20:00 | Frankrijk                    | 2 – 1 (n.v.) | Italië         | De Kuip, Rotterdam Toeschouwers: 48.200 Scheidsrechter: Anders Frisk (Zweden) |
| 2 juli 2000 «onderlinge duels» 20:00 | Wiltord 90+4' Trezeguet 103' |              | 55' Delvecchio | De Kuip, Rotterdam Toeschouwers: 48.200 Scheidsrechter: Anders Frisk (Zweden) |

| Frankrijk | Italië |

| Frankrijk:     |    |                    |     |
|                |    |                    |     |
| GK             | 16 | Fabien Barthez     |     |
| RB             | 15 | Lilian Thuram      | 58' |
| CB             | 8  | Marcel Desailly    |     |
| CB             | 5  | Laurent Blanc      |     |
| LB             | 3  | Bixente Lizarazu   | 86' |
| CM             | 4  | Patrick Vieira     |     |
| CM             | 7  | Didier Deschamps   |     |
| RW             | 6  | Youri Djorkaeff    | 76' |
| AM             | 10 | Zinédine Zidane    |     |
| LW             | 12 | Thierry Henry      |     |
| CF             | 21 | Christophe Dugarry | 58' |
| Wisselspelers: |    |                    |     |
| FW             | 13 | Sylvain Wiltord    | 58' |
| FW             | 20 | David Trezeguet    | 76' |
| MF             | 11 | Robert Pirès       | 86' |
| Coach:         |    |                    |     |
| Roger Lemerre  |    |                    |     |

| Italië:        |    |                      |         |
|                |    |                      |         |
| GK             | 12 | Francesco Toldo      |         |
| RWB            | 11 | Gianluca Pessotto    |         |
| CB             | 5  | Fabio Cannavaro      | 42'     |
| CB             | 13 | Alessandro Nesta     |         |
| CB             | 15 | Mark Iuliano         |         |
| LWB            | 3  | Paolo Maldini        |         |
| CM             | 4  | Demetrio Albertini   |         |
| CM             | 14 | Luigi Di Biagio      | 31' 66' |
| AM             | 18 | Stefano Fiore        | 53'     |
| CF             | 20 | Francesco Totti      | 90'     |
| CF             | 21 | Marco Delvecchio     | 86'     |
| Wisselspelers: |    |                      |         |
| FW             | 10 | Alessandro Del Piero | 53'     |
| MF             | 16 | Massimo Ambrosini    | 66'     |
| FW             | 19 | Vincenzo Montella    | 86'     |
| Coach:         |    |                      |         |
| Dino Zoff      |    |                      |         |

FFF · A-internationals · Selecties · Bondscoaches · Frans vrouwenelftal · Olympisch elftal · Frankrijk U21 · Frankrijk U20 · Frankrijk U19 · Frankrijk U18 · Frankrijk U17 · Frankrijk U16 · Vrouwen U17
1904 – 1919 ·
1920 – 1929 ·
1930 – 1939 ·
1940 – 1949 ·
1950 – 1959 ·
1960 – 1969 ·
1970 – 1979 ·
1980 – 1989 ·
1990 – 1999 ·
2000 – 2009 ·
2010 – 2019 ·
2020 – 2029
EK's: 1984 · 
1992 · 
1996 · 
2000 · 
2004 · 
2008 · 
2012 · 
2016 · 
2020 · 
2024
WK's: 1930 · 
1934 · 
1938 · 
1954 · 
1958 · 
1966 · 
1978 · 
1982 · 
1986 · 
1998 · 
2002 · 
2006 · 
2010 · 
2014 · 
2018 · 
2022
OS: 1900 · 
1908 · 
1920 · 
1924 · 
1948 · 
1952 · 
1960 · 
1968 · 
1976 · 
1984 · 
1996 · 
2020
1904 · 
1905 · 
1906 · 
1907 · 
1908 · 
1909 · 
1910 · 
1911 · 
1912 · 
1913 · 
1914 · 
1915 · 1916 · 1917 · 1918 · 
1919 · 
1920 · 
1921 · 
1922 · 
1923 · 
1924 · 
1925 · 
1926 · 
1927 · 
1928 · 
1929 · 
1930 · 
1931 · 
1932 · 
1933 · 
1934 · 
1935 · 
1936 · 
1937 · 
1938 · 
1939 · 
1940 · 1941  · 
1942 · 
1943 · 1944  · 
1945 · 
1946 · 
1947 · 
1948 · 
1949 · 
1950 · 
1951 · 
1952 · 
1953 · 
1954 · 
1955 · 
1956 · 
1957 · 
1958 · 
1959 ·
1960 · 
1961 · 
1962 · 
1963 · 
1964 · 
1965 · 
1966 · 
1967 · 
1968 · 
1969 ·
1970 · 
1971 · 
1972 · 
1973 · 
1974 · 
1975 · 
1976 · 
1977 · 
1978 · 
1979 ·
1980 · 
1981 · 
1982 · 
1983 · 
1984 · 
1985 · 
1986 · 
1987 · 
1988 · 
1989 · 
1990 · 
1991 · 
1992 · 
1993 · 
1994 · 
1995 · 
1996 · 
1997 · 
1998 · 
1999 · 
2000 · 
2001 · 
2002 · 
2003 · 
2004 · 
2005 · 
2006 · 
2007 · 
2008 · 
2009 · 
2010 · 
2011 · 
2012 · 
2013 · 
2014 · 
2015 · 
2016 · 
2017 · 
2018 ·
2019 ·
2020 ·
2021 ·
2022 ·
2023
Albanië ·
Algerije ·
Andorra ·
Argentinië ·
Armenië ·
Australië ·
Azerbeidzjan ·
België ·
Bolivia ·
Bosnië en Herzegovina ·
Brazilië ·
Bulgarije ·
Canada ·
Chili ·
China ·
Colombia ·
Costa Rica ·
Cyprus ·
Denemarken ·
Duitse Democratische Republiek ·
Duitsland ·
Ecuador ·
Egypte ·
Engeland ·
Estland ·
Faeröer ·
Finland ·
Georgië ·
Gibraltar ·
Griekenland ·
Honduras ·
Hongarije ·
Ierland ·
IJsland ·
Iran ·
Israël ·
Italië ·
Ivoorkust ·
Jamaica ·
Japan ·
Joegoslavië ·
Kameroen ·
Kazachstan ·
Koeweit ·
Kroatië ·
Letland ·
Litouwen ·
Luxemburg ·
Malta ·
Marokko ·
Mexico ·
Moldavië ·
Nederland ·
Nieuw-Zeeland ·
Nigeria ·
Noord-Ierland ·
Noorwegen ·
Oekraïne ·
Oostenrijk ·
Paraguay ·
Peru · 
Polen ·
Portugal ·
Roemenië ·
Rusland ·
Saoedi-Arabië ·
Schotland ·
Senegal ·
Servië ·
Slovenië ·
Slowakije ·
Sovjet-Unie ·
Spanje ·
Togo ·
Tsjechië ·
Tsjecho-Slowakije ·
Tunesië ·
Turkije ·
Uruguay ·
Verenigde Staten ·
Wales ·
Wit-Rusland ·
Zuid-Afrika ·
Zuid-Korea ·
Zweden ·
Zwitserland
Albanië (2016) ·
Argentinië (2018) ·
Argentinië (2022) ·
Australië (2018) · 
België (1904) · 
België (2018) · 
Brazilië (1998) · 
Brazilië (2006) · 
Denemarken (2002) · 
Denemarken (2018) ·
Duitsland (2014) · 
Duitsland (2021) · 
Ecuador (2014) · 
Engeland (1982) · 
Engeland (2012) · 
Engeland (2022) ·
Honduras (2014) · 
Hongarije (2021) · 
Italië (2000) · 
Italië (2006) · 
Italië (2008) · 
Japan (2001) · 
Kameroen (2003) · 
Koeweit (1982) · 
Kroatië (2018) · 
Marokko (2022) ·
Mexico (2010) · 
Nederland (2008) · 
Nigeria (2014) ·
Noord-Ierland (1982) · 
Oekraïne (2012) · 
Oostenrijk (1982) · 
Peru (2018) · 
Polen (1982) · 
Polen (2022) ·
Portugal (2006) · 
Portugal (2016) ·
Portugal (2021) ·
Roemenië (2008) ·
Roemenië (2016) ·
Senegal (2002) · 
Spanje (1984) ·
Spanje (2006) ·
Spanje (2012) ·
Spanje (2021) ·
Togo (2006) ·
Tsjecho-Slowakije (1982) ·
Uruguay (2002) ·
Uruguay (2010) ·
Uruguay (2018) ·
Zuid-Afrika (2010) ·
Zuid-Korea (2006) ·
Zweden (2012) ·
Zwitserland (2006) ·
Zwitserland (2014) ·
Zwitserland (2016) ·
Zwitserland (2021)
FIGC · A-internationals · Selecties · Bondscoaches · Italiaans vrouwenelftal · Olympisch elftal · Italië U21 · Italië U20 · Italië U19 · Italië U18 · Italië U17 · Italië U16 · Vrouwen U17
1910 – 1919 ·
1920 – 1929 ·
1930 – 1939 ·
1940 – 1949 ·
1950 – 1959 ·
1960 – 1969 ·
1970 – 1979 ·
1980 – 1989 ·
1990 – 1999 ·
2000 – 2009 ·
2010 – 2019 ·
2020 − 2029
EK's: 1968 · 
1980 · 
1988 · 
1996 · 
2000 · 
2004 · 
2008 · 
2012 · 
2016 ·
2020 ·
2024
WK's: 1934 · 
1938 · 
1950 · 
1954 · 
1962 · 
1966 · 
1970 · 
1974 · 
1978 · 
1982 · 
1986 · 
1990 · 
1994 · 
1998 · 
2002 · 
2006 · 
2010 · 
2014
OS: 1912 · 
1920 · 
1924 · 
1928 · 
1936 · 
1948 · 
1952 · 
1960 · 
1984 · 
1988 · 
1992 · 
1996 · 
2000 · 
2004 · 
2008
1911 · 
1912 · 
1913 · 
1914 · 
1915 · 
1916 · 1917 · 1918 · 1919 · 
1920 · 
1921 · 
1922 · 
1923 · 
1924 · 
1925 · 
1926 · 
1927 · 
1928 · 
1929 · 
1930 · 
1931 · 
1932 · 
1933 · 
1934 · 
1935 · 
1936 · 
1937 · 
1938 · 
1939 · 
1940 · 
1941 · 
1942 · 
1943 · 1944 · 
1945 · 
1946 · 
1947 · 
1948 · 
1949 · 
1950 · 
1952 · 
1952 · 
1953 · 
1954 · 
1955 · 
1956 · 
1957 · 
1958 · 
1959 · 
1960 · 
1961 · 
1962 · 
1963 · 
1964 · 
1965 · 
1966 · 
1967 · 
1968 · 
1969 · 
1970 · 
1971 · 
1972 · 
1973 · 
1974 · 
1975 · 
1976 · 
1977 · 
1978 · 
1979 · 
1980 · 
1981 · 
1982 · 
1983 · 
1984 · 
1985 · 
1986 · 
1987 · 
1988 · 
1989 · 
1990 ·
1991 · 
1992 · 
1993 · 
1994 · 
1995 · 
1996 · 
1997 · 
1998 · 
1999 · 
2000 · 
2001 · 
2002 · 
2003 · 
2004 · 
2005 · 
2006 · 
2007 · 
2008 · 
2009 · 
2010 · 
2011 · 
2012 · 
2013 · 
2014 · 
2015 · 
2016 · 
2017 ·
2018 ·
2019 ·
2020 ·
2021 ·
2022 ·
2023 ·
2024
Albanië ·
Algerije ·
Argentinië ·
Armenië ·
Australië ·
Azerbeidzjan ·
België ·
Bosnië en Herzegovina ·
Brazilië ·
Bulgarije ·
Canada ·
Chili ·
China ·
Costa Rica ·
Cyprus ·
DDR ·
Denemarken ·
Duitsland ·
Ecuador ·
Egypte ·
Engeland ·
Estland ·
Faeröer ·
Finland ·
Frankrijk ·
Georgië ·
Ghana ·
Griekenland ·
Haïti ·
Hongarije ·
Ierland ·
IJsland ·
Israël ·
Ivoorkust ·
Japan ·
Joegoslavië ·
Kameroen ·
Kroatië ·
Liechtenstein · 
Litouwen ·
Luxemburg ·
Malta ·
Marokko ·
Mexico ·
Moldavië ·
Montenegro ·
Nederland ·
Nieuw-Zeeland ·
Nigeria ·
Noord-Ierland ·
Noord-Korea ·
Noord-Macedonië ·
Noorwegen ·
Oekraïne ·
Oostenrijk ·
Paraguay ·
Peru ·
Polen ·
Portugal ·
Roemenië ·
Rusland ·
San Marino ·
Saoedi-Arabië ·
Schotland ·
Servië ·
Servië en Montenegro ·
Slovenië ·
Slowakije ·
Sovjet-Unie ·
Spanje ·
Tsjechië ·
Tsjecho-Slowakije ·
Tunesië ·
Turkije ·
Uruguay ·
Venezuela ·
Verenigde Staten ·
Wales ·
Wit-Rusland ·
Zuid-Afrika ·
Zuid-Korea ·
Zweden ·
Zwitserland
Argentinië (1982) · 
Australië (2006) · 
België (2016) · 
België (2021) · 
Brazilië (1970) · 
Brazilië (1982) · 
Brazilië (1994) · 
Costa Rica (2014) · 
Duitsland (2006) · 
Duitsland (2012) · 
Engeland (2012) ·
Engeland (2014) ·
Engeland (2021) ·
Frankrijk (2000) · 
Frankrijk (2006) · 
Frankrijk (2008) · 
Ghana (2006) · 
Hongarije (1938) · 
Ierland (2012) · 
Joegoslavië (1968) · 
Kameroen (1982) · 
Kroatië (2012) · 
Nederland (2008) · 
Nieuw-Zeeland (2010) · 
Oekraïne (2006) · 
Oostenrijk (2021) · 
Paraguay (2010) · 
Peru (1982) · 
Polen (1982, 1) · 
Polen (1982, 2) · 
Roemenië (2008) · 
Spanje (2008) ·
Spanje (2012, 1) ·
Spanje (2012, 2) ·
Spanje (2016) ·
Spanje (2021) ·
Tsjechië (2006) · 
Turkije (2021) · 
Uruguay (2014) · 
Verenigde Staten (2006) · 
Wales (2021) · 
West-Duitsland (1982) · 
Zweden (2016) · 
Zwitserland (2021)